# زواج المثليين في جزر فارو
أصبح زواج المثليين قانونيا في جزر فارو، وهي بلد مستقل تابع لسلطة الدنمارك، في 1 يوليو 2017. تم التصويت على تشريع يسمح بزواج المثليين المدني من قبل البرلمان المحلي لجزر فارو في 29 نيسان 2016. ووافق البرلمان الدنماركي على التعديلات التشريعية اللازمة في 25 أبريل، وقد حصل القانون على الموافقة الملكية في 3 مايو 2017 ودخل حيز التنفيذ في 1 يوليو 2017.

## الشراكات المسجلة
على عكس الدنمارك وجرينلاند، لم يتم تبني قانون الشراكة المسجلة لغة فاروية: (skrásett parlag)، (بالدنماركية: registreret partnerskab)‏ في جزر فارو.

## زواج المثليين

### محاولات فاشلة في عامي 2013/14
كانت أول محاولة لتشريع زواج المثليين في البرلمان المحلي لجزر فارو بعد مسيرة فخر المثليين في توشهافن عام 2012. تم تقديم مجموعة من مشاريع القوانين لتمديد قانون زواج المثليين في الدنمارك إلى جزر فارو في برلمانها المحلي في 20 نوفمبر 2013. إذا تمت الموافقة عليها، ستكون قد دخلت حيز التنفيذ في 1 أبريل 2014. منعت معارضة مشاريع القوانين من أطراف الائتلاف الحاكم من تمريرها وتم رفض مشاريع القوانين في القراءة الثانية في 13 مارس 2014، على الرغم من الدعم الشعبي لها.
أصبح زواج المثليين قضية مهمة خلال الانتخابات المحلية في جزر فارو سبتمبر 2015.

### فشل التشريع في مارس 2016
بعد الانتخابات، قام كل من أعضاء البرلمان: العضوة المستقلة سونيا يوغفانسدوتير، مع العضوة عن "حزب الجمهورية" "بيورت سامويلسن، والعضوة عن «الحزب الديمقراطي الاجتماعي» "كريسيانا وينثر بولسن" والعضوة عن "حزب التقدم" "هانا ينسن" بتقديم اقتراح زواج المثليين مطابق لقانون عام 2013 لأمانة البرلمان. تم اقتراح مشروع قانون زواج المثليين إلى جانب مشروع قانون يسمح بالطلاق بين شخصين من نفس الجنس، في البرلمان المحلي لجزر فارو في 17 نوفمبر 2015. إذا تمت الموافقة عليه، سيدخل القانون حيز التنفيذ في 1 يوليو 2016.
تمت القراءة الأولى في 24 نوفمبر 2015. على الرغم من أن أغلبية اللجنة التي درست مشروع القانون قيل بأنها تؤيد زواج المثليين،  تم تأجيل القراءة الثانية لمشروع القانون إلى الأسبوع الثالث من مارس 2016. في 14 مارس 2016، قدمت لجنة الرعاية توصياتها إلى البرلمان. على الرغم من الانقسامات، إلا أن أغلبية أعضاء اللجنة أوصوا البرلمان بتمرير مشروع القانون. رفض أعضاء اللجنة في الأقلية المعارضة مشروع القانون.
تمت القراءة الثانية لمشروع القانون في 16 مارس 2016. لم يتحصل الاقتراح على أغلبية، إذ قال عضوان من الائتلاف الحاكم، «كريستين ميكلسين» و«هيدين مورتنسن» من «الحزب الديمقراطي الاجتماعي»، أنهمل لن يتمكنا من التصويت في صالح الاقتراح في تلك المرحلة، واقترحا أن يتم إرسال مشروع القانون مرة أخرى إلى لجنة الرفاه. وقد أعربا مع عدة أعضاء آخرين في البرلمان عن مخاوفهم من أن التشريع سيأذن بحق زواج المثليين في «كنيسة جزر فارو».
بعد توقف قصير، صوت 26 عضوا في البرلمان لإرسال مشروع القانون إلى لجنة الرفاه، وعارضه اثنان فقط وامتنع خمسة أعضاء عن التصويت. خلال النقاش، ذكر العديد من الأعضاء المحافظين، الذين صرحوا صراحة معارضتهم ضد الشراكة المثلية في الماضي، أنهم سيؤيدون تقنين الشراكات المسجلة للأزواج من نفس الجنس.
أثار بعض أعضاء البرلمان مخاوف بشأن المادة 14,2 من قانون الزواج الدانمركي، والتي تنص على أن الأزواج الذين قامو بالزواج المدنييمكن ان يتم مباركة زواجهم من قبل كنيسة الدولة. ردا على هذا القلق، قامت لجنة الرفاه في وقت لاحق بنقل تعديل ينص على أن قانون الزواج الجديد المقترح في جزر فارو لن يتم تطبيقه من قبل البرلمان قبل أن يتم حذف المادة 14,2 أو إعادة صياغتها. 

### مرور مشروع القانون في برلمان جزر فارو المحلي في أبريل 2016
عاد مشروع القانون إلى البرلمان المحلي في شكله المعدل للقراءة الثانية في 26 أبريل 2016. بدأ النقاش في الساعة 11 صباحًا واختتم جيدًا بعد منتصف الليل في 27 نيسان. خلال المناقشة، قدم «هيذن مورتنسن» من «الحزب الاشتراكي الديمقراطي» اقتراحًا لإجراء استفتاء حول هذا الموضوع، مما عجل بأزمة في حكومة الائتلاف. وخلال استراحة لمدة 90 دقيقة في الإجراءات، شارك مورتنسن في محادثات رفيعة المستوى حول الموضوع مع رئيس الوزراء «أكسل ف. يوهانسن» وأعضاء آخرين في البرلمان. وفي النهاية، سحب اقتراحه، وقال لـلإذاعة المحلية بأنه لن يخاطر بتقسيم حكومة الائتلاف أو إمكانية انهيارها.
وبعد بضع دقائق، تم إجراء تصويت على القراءة الثانية لمشروع القانون، مما نتج عنه تصويت 19 صوتًا لصالح مشروع القانون و 14 صوتًا ضده (19-14). صوت كل نائب في البرلمان عن الحكومة، والنائبة المستقلة سونيا يوغفانسدوتير، واثنان من نواب المعارضة (وهما ماغني لاكسافوس وإدموند يونسن من «حزب الاتحاد») صوتوا لصالح مشروع القانون. تمت الموافقة على مشروع القانون في قراءته الثالثة في 29 أبريل، مرة أخرى بتصويت 19 صوتًا لصالح مشروع القانون و 14 صوتًا ضده (19-14). في هذه المرحلة، تم إجراء تصويت على اقتراح لإجراء استفتاء حول الموضوع، لكنه خسر في تصويت 16صوتا لصالحه و 17 صوتا ضده (16-17).
| الحزب السياسي                | صوت لصالح | صوت ضد |
| ---------------------------- | --------- | ------ |
| G الحزب الديمقراطي الاجتماعي | 7         | –      |
| G الجمهورية                  | 7         | –      |
| حزب الشعب                    | –         | 6      |
| حزب الاتحاد                  | 2         | 4      |
| G التقدم                     | 2         | –      |
| حزب الوسط                    | –         | 2      |
| الحكم الذاتي                 | –         | 2      |
| مستقل                        | 1         | –      |
| العدد الإجمالي               | 19        | 14     |

### تشريعات إضافية ودخوله حيز التنفيذ في عام 2017
يتطلب مشروع قانون جزر فارو إدخال تعديلات على قانون الزواج الدنماركي من قبل البرلمان الدنماركي. تم تقديم مشروع قانون بهذا المعنى إلى البرلمان الدنماركي في 8 فبراير 2017، وتمت القراءة الأولى في 28 فبراير 2017. وافقت اللجنة البرلمانية المعنية على مشروع القانون في 4 أبريل، ووعقدت القراءة الثانية في 20 أبريل 2017. تمت الموافقة على مشروع القانون في القراءة الثالثة والأخيرة في 25 أبريل 2017، بتصويت 108 صوت لصالحه مقابل شيء من الأصوات ضده (108-0)، مع امتناع 71 عن التصويت. وحصل على موافقة ملكية في 3 مايو 2017. في 30 مايو 2017، قام البرلمان المحلي بجزر فارو بإقرار تشريعات، تعفي كنيسة جزر فارو من الالتزام بمباركة الزواج المثلي، بتصويت 18صوتا لصالحه وتصويت 14 ضده (18-14) دون امتناع أي عضو عن التصويت. وأخيرًا، صدر مرسوم ملكي دنماركي رسميًا لتنفيذ القرار المبدئي للبرلمان المحلي لجزر فارو في 29 أبريل 2016، وتم إصدار القانون في 16 يونيو 2017 وتم نشره في 16 يونيو 2017. وأصبح الزواج منذ 1 يوليو 2017 قانونيا، وهو التاريخ الذي دخل فيه القانون حيز التنفيذ.

## الرأي العام
وجد استطلاع أجرته مؤسسة غالوب في مايو 2013 أن 68٪ من سكان جزر فارو يؤيدون الزواج المثلي المدني، وكان 27٪ ضده، بينما كان 5٪ مترددين.
وأظهر استطلاع آخر أجري في مايو 2014 أن الانقسامات الإقليمية كانت مهمة في المواقف تجاه زواج المثليين، على الرغم من أن نتائجها الإجمالية مشابهة لاستطلاعات سابقة (62٪ دعم و 28٪ معارضة و 10٪ لم يقرروا). أظهر المشاركون في الإستطلاع من جزر «نورذويار» و«إيستوروي» نسب 42٪ ودعم 48٪ على التوالي، وكانوا أقل عرضة لدعم الزواج من نفس الجنس من أولئك المشاركين من «سوذورستريموي»، على سبيل المثال، والذي يحتوي على العاصمة «توشهافن»، والذي أظهر دعم 76٪ نحو زواج المثليين.
أظهر استطلاع آخر أجري في أغسطس 2014 أنه من أصل 600 مستجيب، أيد 61٪ زواج المثليين وعارضه 32٪ بينما لم يقرر الباقون.
وفي استطلاع أجرته مؤسسة «غالوب فورويار» في أبريل/نيسان 2016، سألوا المستجيبون عما إذا كانوا يدعمون الاقتراح الذي من شأنه إضفاء الشرعية على الزواج المثلي المدني. أيده مانسبته 64٪. وانخفض الدعم مع تزايد السن. بالنسبة للشباب الذين تتراوح أعمارهم بين 18 و 24 سنة، فإن ما يصل نسبته إلى 79 ٪ كانو يؤيدونه. بينما بالنسبة للأشخاص الذين كانوا 60 أو أكثر، تم تقسيمهم إلى 53 ٪ ممن كانوا مؤيدين و 40 ٪ ممن كانوا ضد. حصلت منطقة العاصمة على أعلى مستوى من الدعم بنسبة 79 ٪، في حين جاءت معظم المعارضة من مناطق نورذويار و«إيستوروي»، التي أظهرت 45 ٪ و 42 ٪ في المعارضة على التوالي. دعم غالبية الناخبين من معظم الأحزاب السياسية زواج المثليين. كانت الغالبية العظمى من الناخبين الذين يدعمون زواج المثليين من ناخبي «حزب التقدم» بنسبة 89٪ يليهم ناخبو «الحزب الجمهوري» بنسبة 83٪، و 75٪ من ناخبي «الحزب الديمقراطي الاجتماعي»، و 62٪ من ناخبي «حزب الحكم الذاتي». دعم 50٪ من ناخبي «حزب الاتحاد» و «حزب الشعب» أيضا زواج المثليين. كان ناخبو «حزب الوسط» الاستثناء الوحيد الملحوظ، حيث أن 16٪ فقط من ناخبيه يدعمون زواج المثليين، بينما عارضه 84٪ منهم.